# Islas Filipinas (stanice metra v Madridu)
Islas Filipinas (plným názvem španělsky Estación de Islas Filipinas) je stanice metra v Madridu. Nachází se pod ulicí Cea Bermúdez mezi náměstím Plaza de Cristo Rey a křižovatkou s třídou avenida de Filipinas. Stanice leží v severní části města v obvodu Chamberí na hranici čtvrtí Gaztambide a Vallehermoso. Stanicí prochází linka 7 a leží v tarifním pásmu A; nástupiště jsou bezbariérově přístupná.

## Historie
Stavební práce na stanici začaly v říjnu 1996, stanice byla budována mezi dvěma zemními stěnami, z hlediska geotechniky se v místě stavby nacházely štěrky a jílovité písky. Během výstavby, v létě 1998, bylo nutno upravit projekt stavby linky tak, aby se směrový oblouk za stanicí směrem na Guzmán el Bueno vyhnul budově Ústavního soudu. Stanice byla otevřena 12. února 1999 jako součást prodloužení linky 7 ze stanice Canal do stanice Valdezarza.

## Popis
Stanice, stejně jako mezistaniční úsek ze stanice Canal, je umístěna rovnoběžně s ulicí Cea Bermúdez; ve směru do stanice Guzmán el Bueno následuje za stanicí pravotočivý směrový oblouk o poloměru R = 250 m a mírnější protisměrný oblouk. Ve stanici se nacházejí 3 podlaží podzemních parkovišť a součástí stavby stanice byl i silniční tunel pod ulicí Cea Bermúdez.
Nedaleko od stanice zastavují autobusy linek 2 a 12. Stanice je také využívána cestujícími linky 7, aby se dostali na autobusový terminál a přestupní uzel Moncloa, neboť se nachází jen 600 m od stanice a cesta přestupy by byla příliš komplikovaná. Stěny jsou obloženy Vitrexem oranžové barvy.

## Fotogalerie

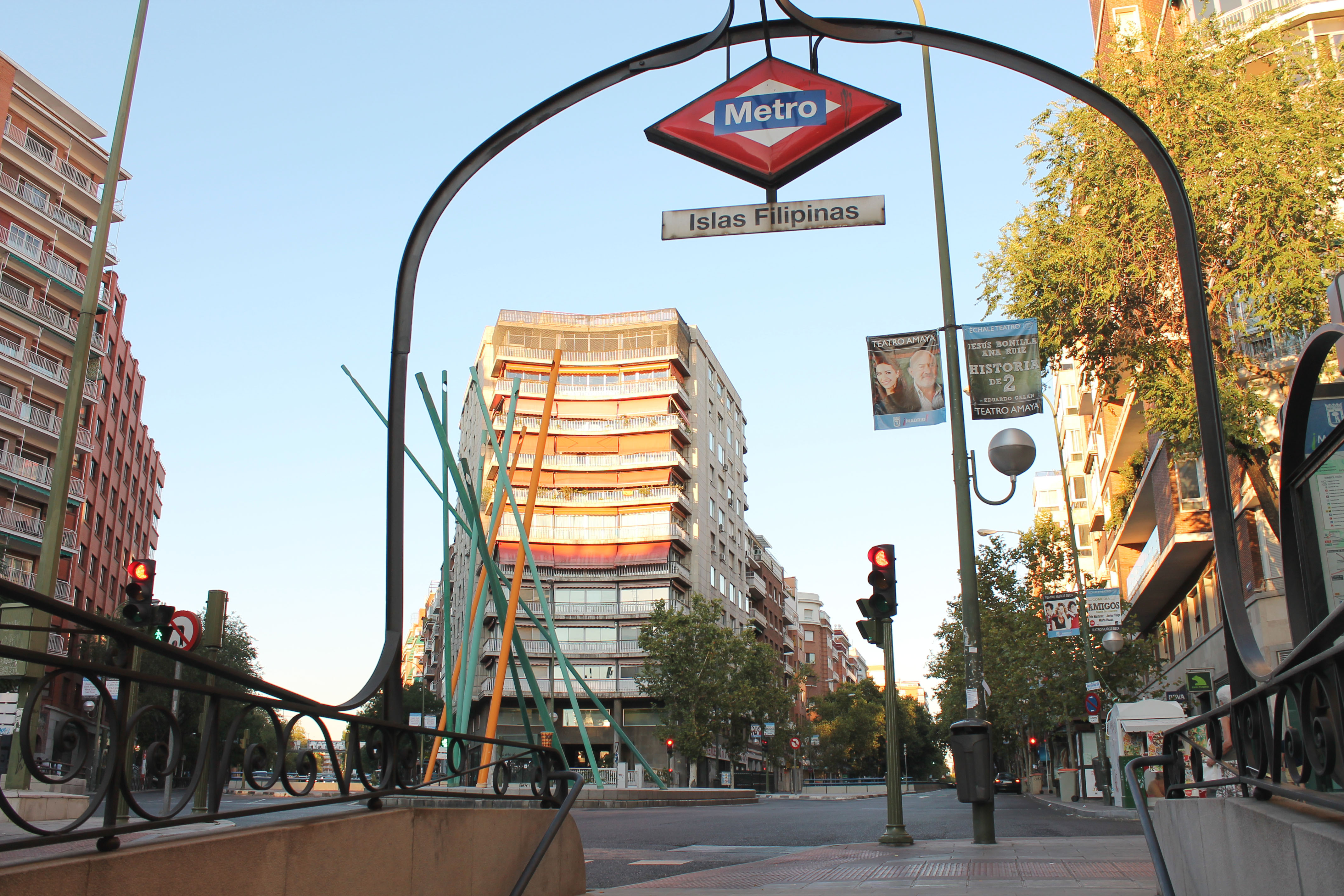
Vstup do stanice
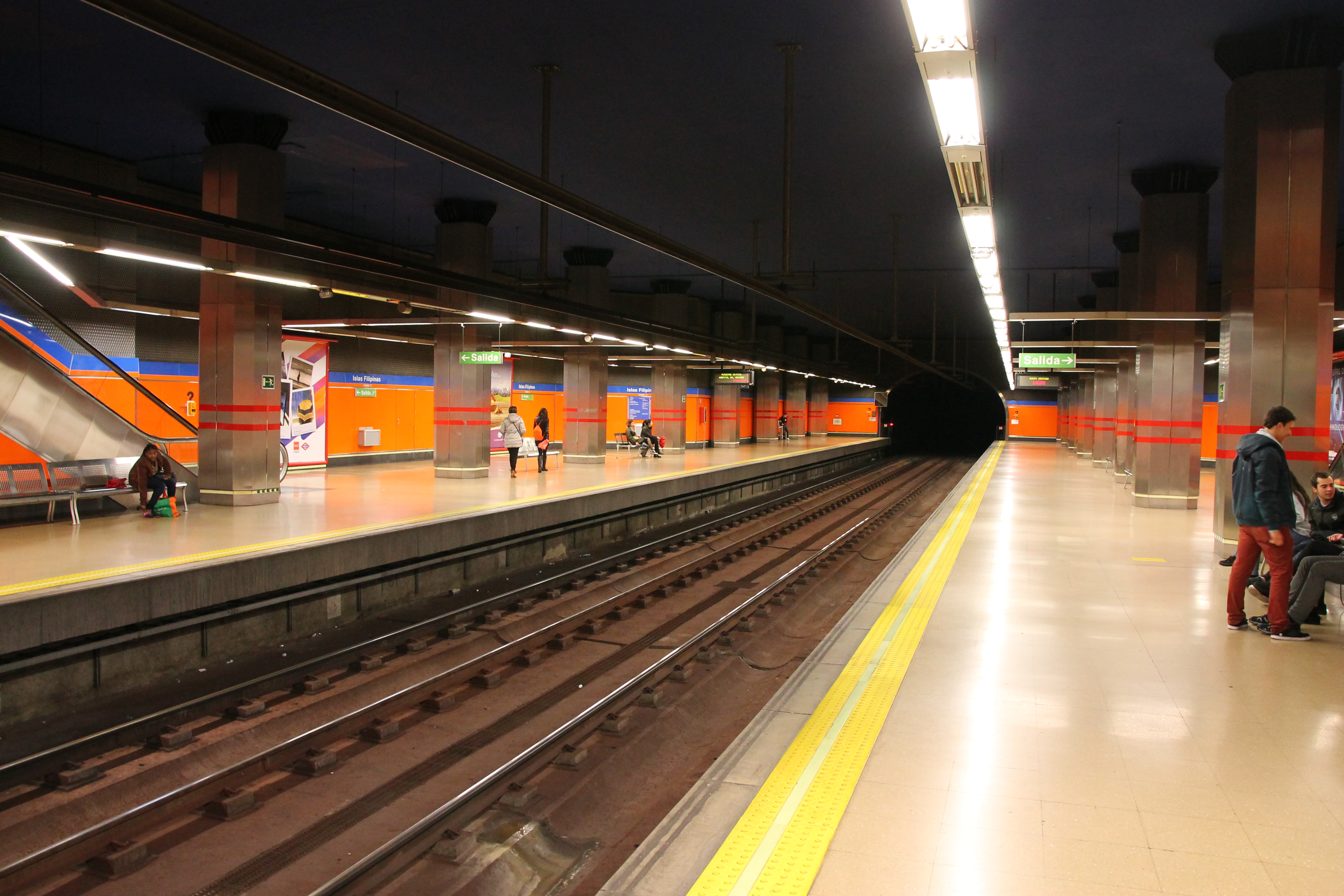
Nástupiště
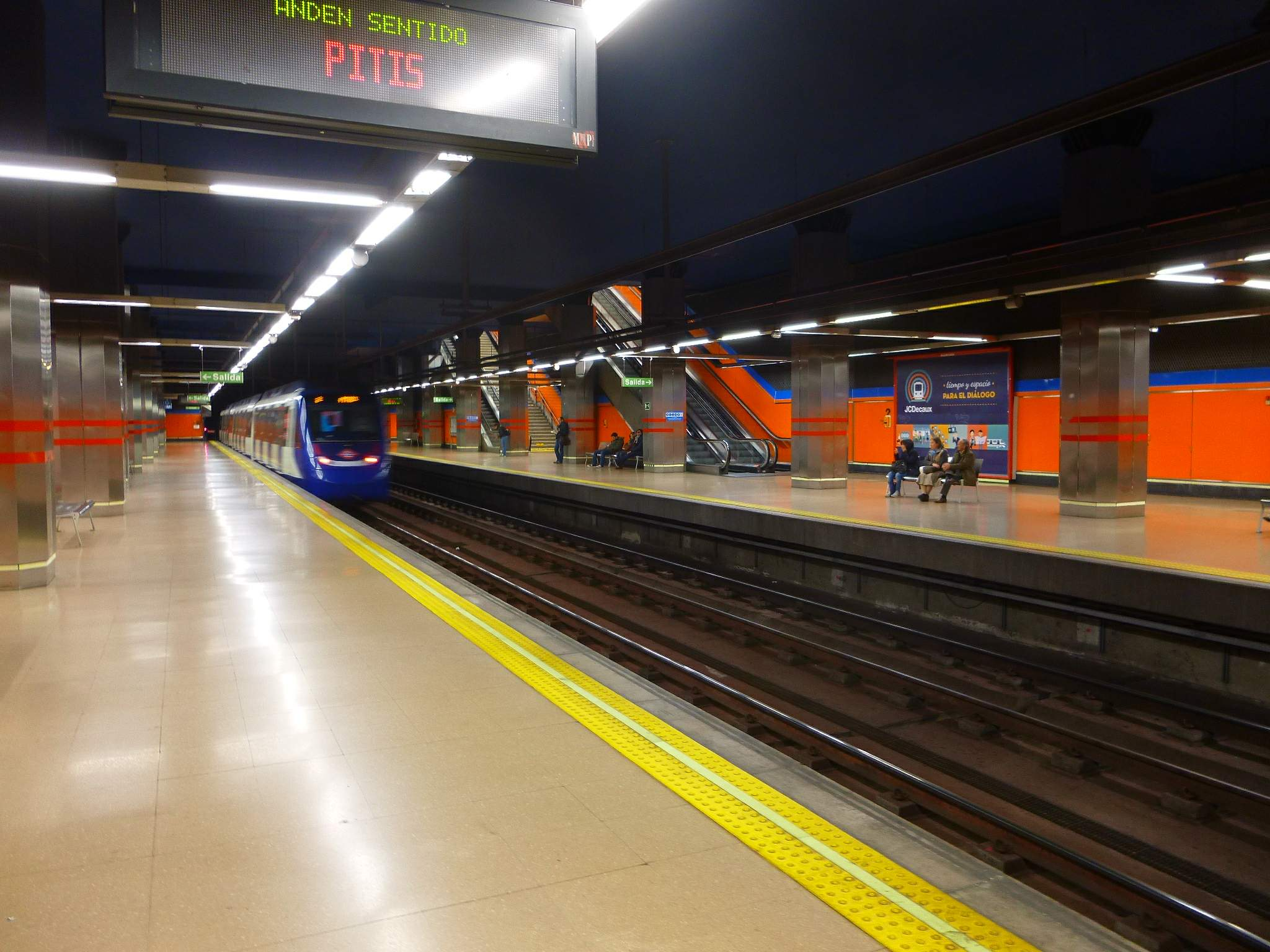
Nástupiště
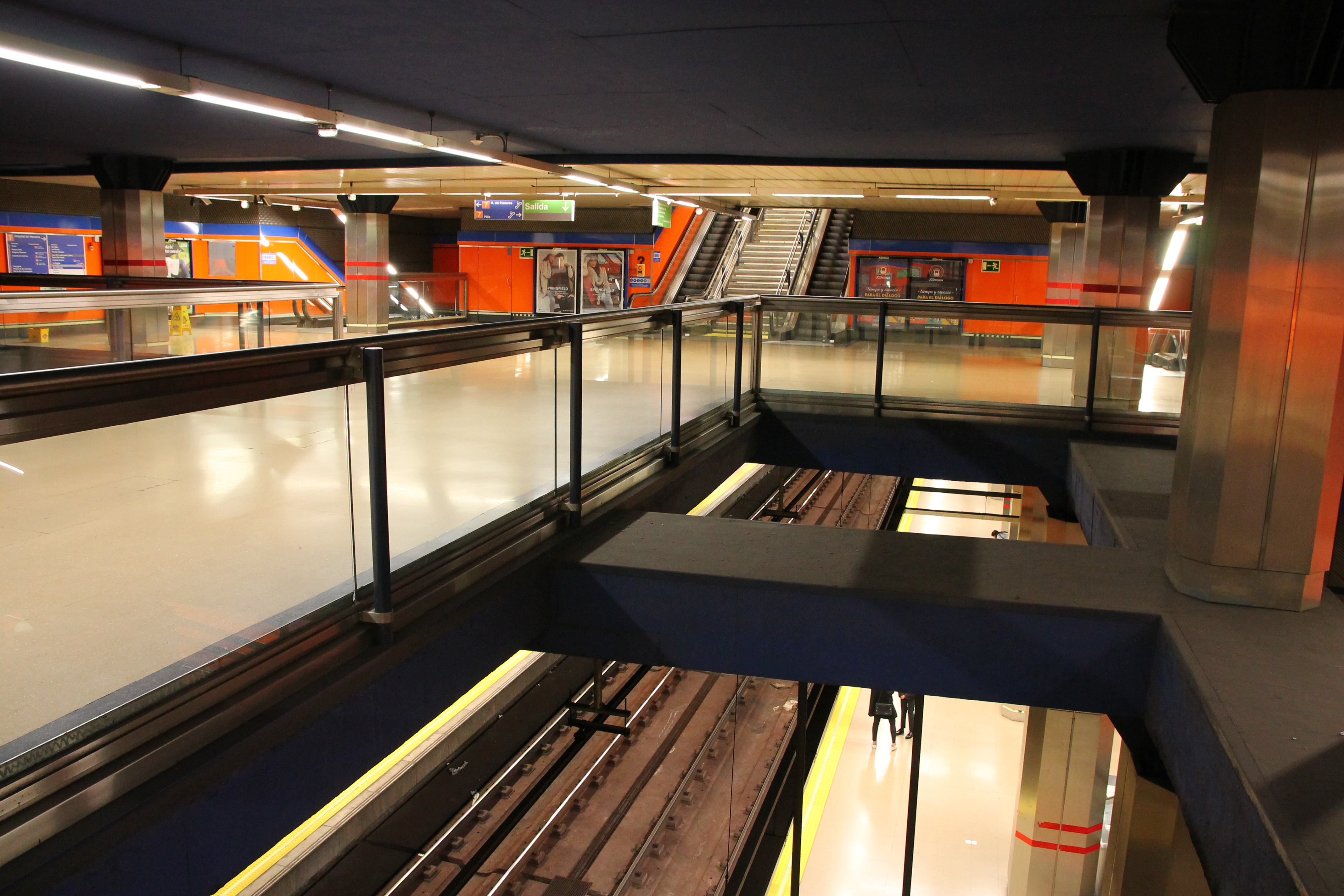
Pohled z vyššího patra do kolejiště
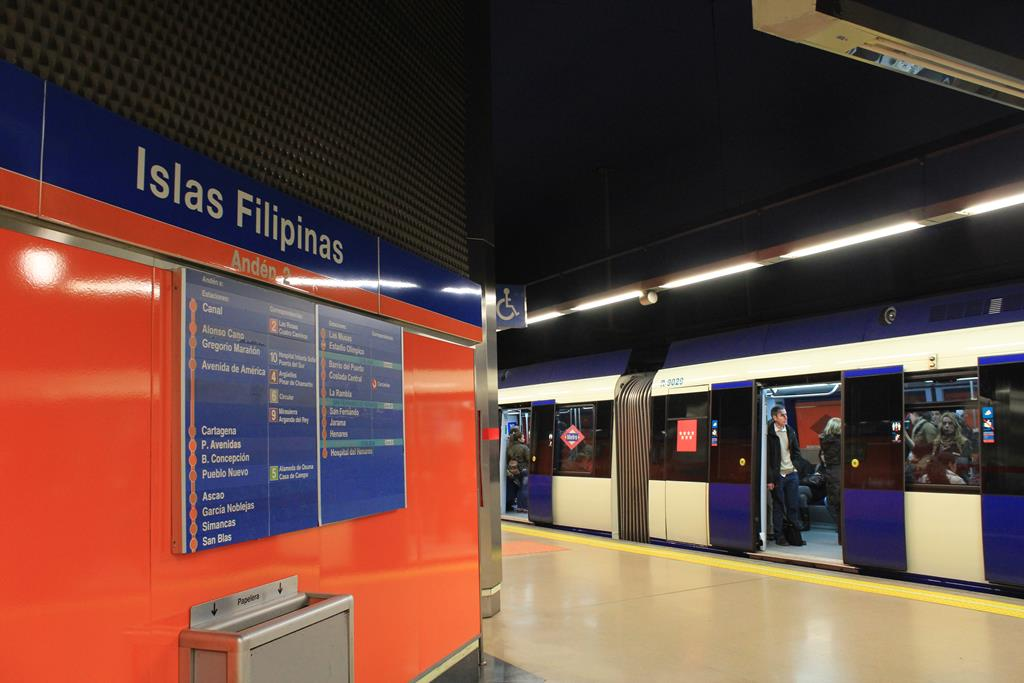
Tabule s názvem stanice na nástupišti
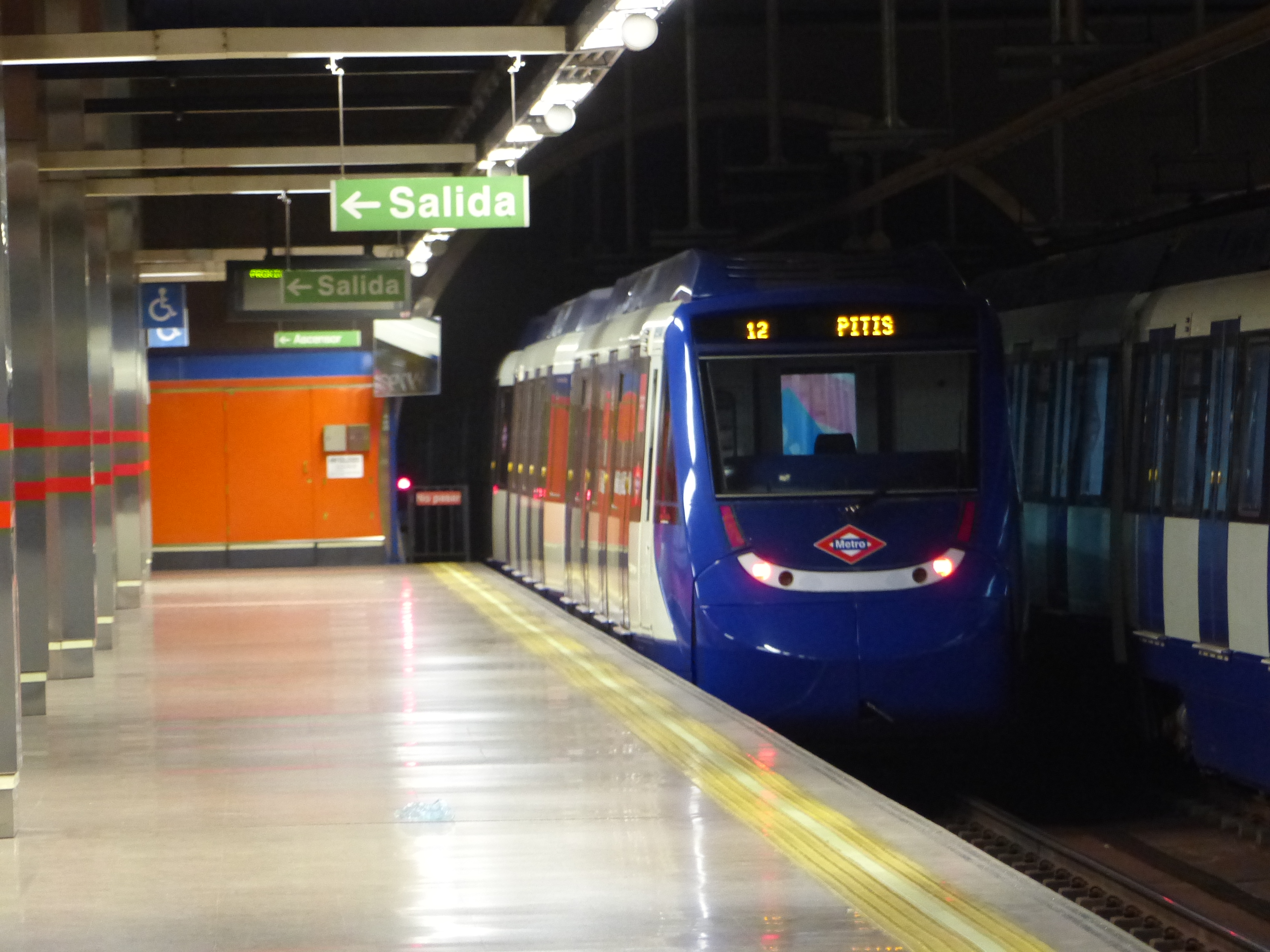
Vlak řady 9000 ve stanici
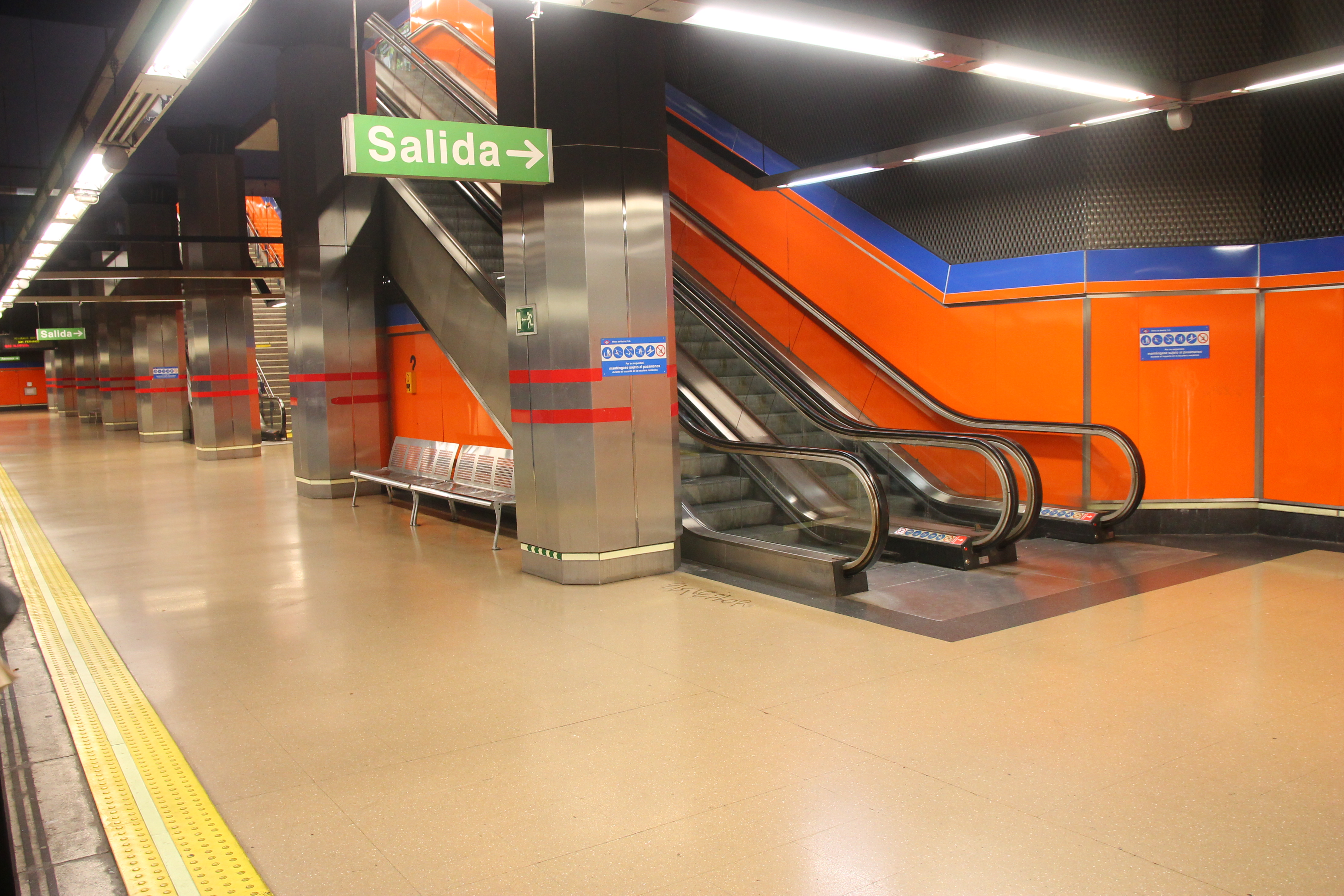
Přístup na eskalátory ze stanice
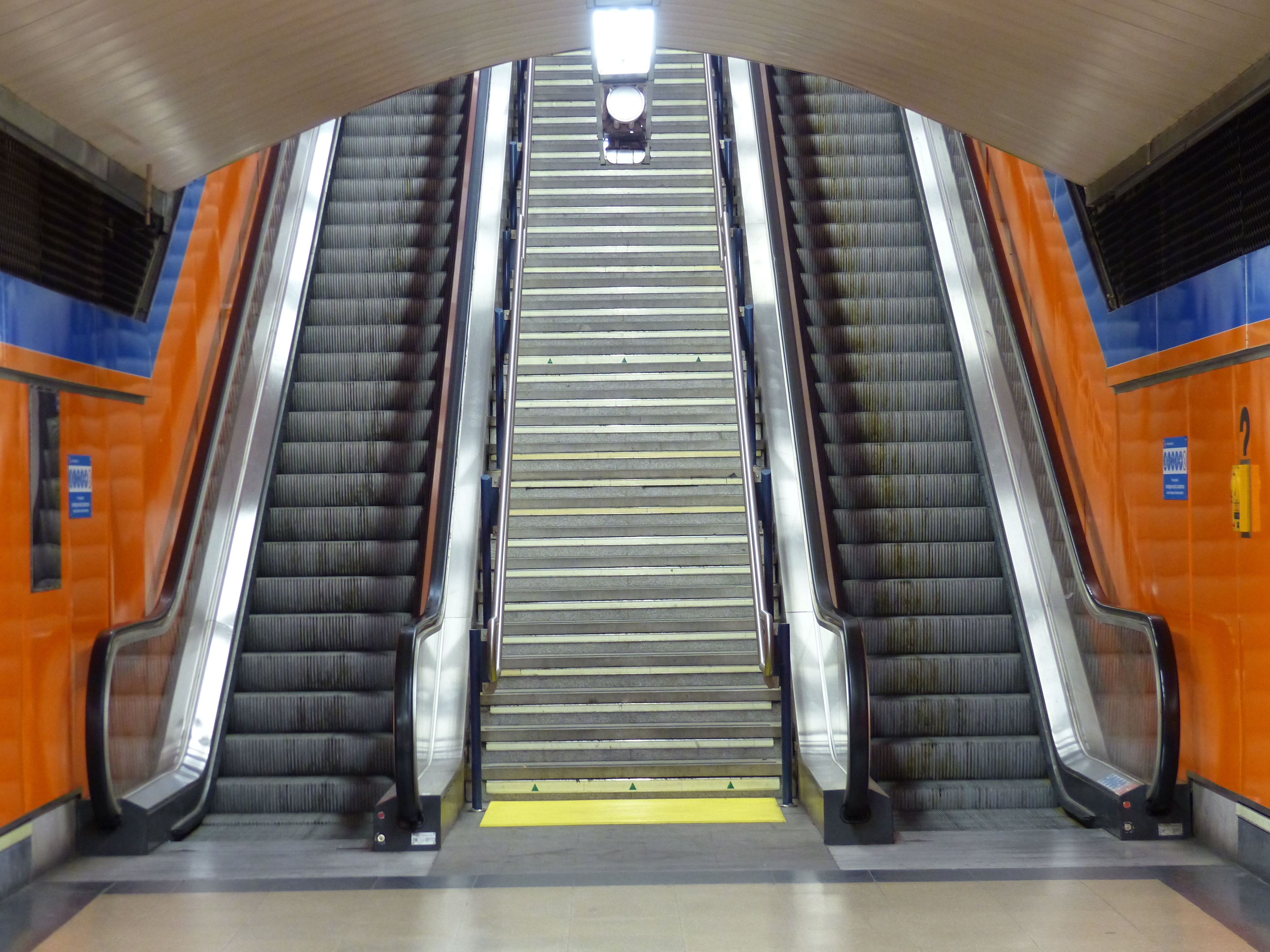
Eskalátory